# Јагањац (луткарски серијал)
Јагањац је српски луткарски серијал који је стекао велику популарност на Јутјубу због свог црног хумора, неконвенционалног приступа и сатиричним елементима. Серијал је креирао Владимир Протић.

## Радња
Главни лик серијала је Јагањац, лутка овна, који својим карактеристичним изгледом и особинама представља оличење црног хумора и контроверзних тема. Вођен сигурном руком креатора, Јагањац на груб, неконвенционални начин пародира традиционалне луткарске серијале попут ,,Лаку ноћ децо". Серијал је познат по својим културолошким и субкултуролошким референцама, као и по црном хумору.

## Уводна шпица
Један од препознатљивих елемената серијала је уводна песмица ,,Хеј, хај, Јагањац", која је заправо пародија на руску песму ,,Калинка". Ова песмица је постала популарна међу фановима, а неки од њих су и писали графите са овим речима, што додатно показује утицајност серијала.

## Ликови
Јагањац је приказан као филозоф који има проблема са алкохолом. Он седи на тапацираној столици у импровизованом луткарском позоришту. Јагањац често исмева, вређа и покушава да подстакне публику на размишљање. Он често говори у стиху и разговара о темама као што су: филозофија. љубав, живот и смрт, политика и социјалне теме.
Мустафа је карирани нилски коњ из племена Бен Азра. Он је приказан као наркоман и песник који је примио награду: ,,дрогом против томахавка", што је само један од примера сатиричног елемената серијала. Мустафа је приказан као усамљеник, чија је прича достојна трагедије, јер се у једној епизоди обесио због љубави.
Пера, Милица и Цеца су овчице које често трпе увреде и вређања од стране Јагањца. 